# Нова (Босна и Херцеговина)
Нова је босанскохерцеговачка телевизијска станица са седиштем у Сарајеву. Налази се у власништву предузећа United Media. Основана је 31. маја 2003. под именом Пинк БХ у власништву предузећа Pink International Company. Од 9. октобра 2018. до 1. јануара 2023. носила је име Нова БХ, након чега је назив скраћен на само Нова.
Нова је за врло кратко време успела освојити гледаоце широм Босне и Херцеговине захваљујући телевизијским серијма и емисијама које су постале значајан део програма ове телевизијске куће, али и телевизијским пројектима као што су Звезде Гранда и Никад није касно, као страним филмским програмом и домаћим серијама из продукције United Media.

## Историја
Након више од 15 година постојања телевизије Pink BH, 24. априла 2018. тадашњи власник Жељко Митровић је потврдио да се воде преговори о продаји Пинк БХ. 5. јуна 2018. године Жељко Митровић и Pink Media Group су потврдили медијима да ће се развој групе усредсредити на пословање у Србији и Европи, као и да је Pink BH продат фирми United Group. Услед промене власничке структуре, уследио је „ре−брандинг” телевизије, који подразумева и промену имена у Nova BH, која је ступила на снагу 9. октобра 2018. године, те је тако Босна и Херцеговина добила нову националну телевизију. Од 2023. назив је скраћен на само Nova.

## Програм
емитује свој програм произведен у Сарајеву, као што су Dnevnik , Vijesti, Nova IN и друге. Осим ових, Nova емитује забавне програмске садржаје у продукцији хрватске Nove TV, као што су Суперталент, Вече са звездама, Твоје лице звучи познато и MasterChef, али и емисије произведене у оквиру српске Гранд продукције попут Звезде Гранда, Звезде Гранда — Специјал и Никад није касно, те емисијама Вече са Иваном Ивановићем, 24 минута са Зораном Кесићем, Практична жена, Домаћинске приче, Недељно поподне са Леом Киш, квиз Тотални обрт, Здраво мисли, Мистер кичен и многе друге.
Од серијског програма Nova преноси како турске серије тако и домаће серије из продукције хрватског огранка Nove TV — серије Кумови, Куд пукло да пукло, Дар-мар, Друго име љубави и Заувијек сусједи и серија из оригиналне продукције United Media. 
У програму Nove приказују се и најновије епизоде једне од најпопуларнијих босанскохерцеговачких серија Луд, збуњен, нормалан, као и нова серија Феђе Исовића Не дирај ми маму.